# Руохолахти (метростанция)
Метростанция Руохолахти (на фински: Ruoholahden metroasema; на шведски: Gräsvikens metrostation) е станция на Хелзинкското метро. Тя обслужва квартал Руохолахти, в хелзинкския, югозападният градски център. Метростанция Руохолахти е най-западната станция в Хелзинки. В бъдещите планове на метрото се предвижда то да стига до Еспоо.
Станцията е отворена 16 август 1993. Проектиране е от Jouko Kontio и Seppo Kilpiä. Намира се на 1.2 километра от метростанция Кампи. Метростанцията е подземна.

## Транспорт
На метростанцията може да се направи връзка с:
- трамваи с номера: 8
- автобуси с номера: 15, 15V, 20, 20N, 21V, 65A, 66A, 102, 102T, 103, 103T, 105, 105B, 106, 106K, 106T, 109, 109T, 110, 110A, 110T, 110TA, 111, 111T, 112, 120, 121, 121A, 121AT, 121K, 121N, 121NK, 121NT, 121T, 122, 122A, 132, 143, 143A, 143AT, 143K, 143T, 145, 145K, 145KN, 145N, 147, 147K, 147KT, 147T, 150, 150A, 154, 154T, 156, 158, 160, 160K, 160KT, 160T, 165, 165N, 165V, 167K, 167T, 175, 176, 177, 178, 179, 180, 181, 182, 186, 189, 190, междуградски автобус в западна посока.

Метростанцията разполага с паркинг за 140 автомобила.
- Перонът на метростанция „Руохолахти“
- Входът на метростанцията
- Перонът на метростанцията

|  | Тази страница частично или изцяло представлява превод на страницата Ruoholahti metro station в Уикипедия на английски. Оригиналният текст, както и този превод, са защитени от Лиценза „Криейтив Комънс – Признание – Споделяне на споделеното“, а за съдържание, създадено преди юни 2009 година – от Лиценза за свободна документация на ГНУ. Прегледайте историята на редакциите на оригиналната страница, както и на преводната страница, за да видите списъка на съавторите. ВАЖНО: Този шаблон се отнася единствено до авторските права върху съдържанието на статията. Добавянето му не отменя изискването да се посочват конкретни източници на твърденията, които да бъдат благонадеждни. |